# Bull Sequana X1000 (суперкомп'ютер)

## Відкритий суперкомп'ютер
Був створений у Франції (місто Bruyeres-le-Chatel). Bull Sequana X1000 пропонує широкий вибір процесорів (процесорів Intel, прискорювачів, процесорів ARM …) та різних технологій міжмережевих зв'язків (BXI, InfiniBand …), що забезпечують максимальний захист інвестицій. Він призначений для інтеграції найсучасніших технологій, готових підтримувати майбутні технології, які дозволять досягти рівня екзафлоп.
Обмежене споживання енергії. Контроль за споживанням енергії є головною перешкодою на шляху до розкидання. BullSequana X1000 — надзвичайно енергоефективний: він націлений на PUE, дуже близький до 1.100 % компонентів секвани — обидва обчислювальних вузли та вимикачі — охолоджуються теплою водою до 40 °C, використовуючи розширену версію Bull Direct, технологія рідкого охолодження (DLC).
Прискорення роботи програми. Екранне виконання додатків вимагає масованого паралелізму. BullSequana X1000 оснащений Bull Exascale Interconnect (BXI), розробленим компанією Atos спеціально для розгону. BXI представляє революцію з технологією апаратного прискорення, яка звільняє процесори від усіх комунікаційних завдань.

## Комп'ютерні кабінети

#### Типи обчислювальних кабінетів
- Базовий обчислювальний кабінет забезпечує охолодження рідини на обчислювальних «лезах», на яких він розміщений, а також на шафі комутатора.

- Обчислювальний кабінет розширення є необов'язковим і має власну підсистему охолодження.

#### Типи інтерфейсів, що з'єднують обчислювальні та комутаційні шафи разом
- Рідкий інтерфейс з двома гнучкими трубами із базової обчислювальної шафи гідравлічного шасі для перемикання шафових колекторів.
- З'єднання інтерфейсів: кожен вузол підключено через один або два з'єднання між собою, по одному на NIC.
- Інтерфейс керування для всіх контролерів керування в обчислювальній камері (PMC, BMC, HMC): одна лінія Ethernet 1 Гбіт/с на вузол, а також 4 сигналу бічного діапазону для керування платформою.

Обчислювальні вузли підключаються до корпусу комутатора (перемикачі L1) через 12 мідних восьмикутників кабелів з назвою:
- Sideplane Octopus Double для 2 NIC на вузол.
- Sideplane Octopus Single для 1 NIC на вузол.

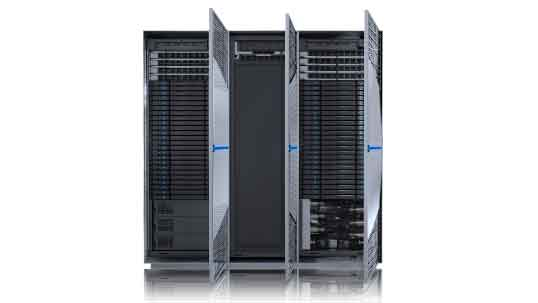
Рис. 1 — Tera-1000-2-Part 1 — Bull Sequana X1000

У кожному корпусі BullSequana X1000 розміщується 48 горизонтальних обчислювальних «леза» із відповідними модулями живлення у верхній частині шафи та резервними гідромодулями для охолодження в нижній частині шафи.
24 «леза» встановлені на передній стороні шафи, а 24 інших — на задній стороні.
Кожен носій 1U містить три обчислювальних вузла, за винятком «лез» на основі GPU, які містять один вузол.
Тому кожна клітина може містити до:
- 288 двохядерних вузлів Intel ® Xeon ® OR,
- 288 однороз'ємних вузлів Intel ® Xeon Phi ™ OR,
- 96 двохядерних вузлів Intel ® Xeon® з 4 GPU Nvidia ® Pascal.

## SWITCH кабінет

#### Блок центрального вимикача Bull Sequana X1000
- два рівні міжключових комутаторів у топології повного дерева.
- їх зв'язує генератор постійного струму (SWPG: SWitch Power Group) та
- компоненти управління, такі як комутатори Ethernet і один резервний сервер для керування та адміністрування острова (ISMA).

Шафа комутатора забезпечує внутрішні з'єднання (всередині осередку) через мідні кабелі та зовнішні з'єднання через оптичні кабелі. 288 зовнішніх портів доступні для взаємоз'єднання кожної комірки з іншою частиною системи для створення різних топологій, таких як Fat-tree, All-to-all або інші безпосередньо підключені конфігурації. Зовнішні вузли (такі як, наприклад, вхідні / вихідні шлюзи, сервери …) можна підключити до перемикачів L1, що заміняють обчислювальні вузли.
| List    | Rank | System                                                           | Vendor | Total Cores | Rmax (TFlops) | Rpeak (TFlops) | Power (kW) |
| ------- | ---- | ---------------------------------------------------------------- | ------ | ----------- | ------------- | -------------- | ---------- |
| 11/2017 | 23   | Bull Sequana X1000, Intel Xeon Phi 7250 68C 1.4GHz, Bull BXI 1.2 | Bull   | 208,896     | 4,967.2       | 9,358.5        | 1,248.00   |

## Обчислення «лезами»
На кожному 1U, холодна плита з активним рідким потоком охолоджує всі гарячі компоненти на прямий контакт — обчислювальні Bull Sequana «леза» не містять вентилятора. Спочатку доступні наступні обчислювальні «леза»:
- «Лезо» 1U Bull Sequana X1110 об'єднує 3 обчислювальних вузла, кожен з яких оснащений 2 процесорами Intel ® Xeon ® E5-2600 V4 (код називається Broadwell-EP).
- «Лезо» 1U Bull Sequana X1120 об'єднує 3 обчислювальних вузла, кожен з яких оснащений 2 процесорами масштабованої сім'ї Intel ® Xeon ® (Skylake SP).
- «Лезо» 1U Bull Sequana X1125 включає в себе обчислювальний процесор 2 масштабованих сімейств Intel ® Xeon® (Skylake SP), обладнаний 4 процесорами NVIDIA ® Tesla Pascal P100 16 Гб.

| Сайт:                      | Commissariat a l'Energie Atomique (CEA)                           |
| URL-адреса системи:        | http://www.cea.fr/ [Архівовано 20 лютого 2011 у Wayback Machine.] |
| Виробник:                  | Bull                                                              |
| К-сть ядер:                | 208,896                                                           |
| Пам'ять:                   | 589,824 Гб                                                        |
| Процесор:                  | Intel Xeon Phi 7250 68C 1.4GHz                                    |
| З'єднання:                 | Bull BXI 1.2                                                      |
| Продуктивність             |                                                                   |
| Linpack Performance (Rmax) | 4,967.22 TFlop/s                                                  |
| Theoretical Peak (Rpeak)   | 9,358.54 TFlop/s                                                  |
| Nmax                       | 7,958,400                                                         |
| Споживання енергії         |                                                                   |
| Потужність:                | 1,248.00 kW (Submitted)                                           |
| Програмне забезпечення     |                                                                   |
| Операційна система:        | bullx SCS                                                         |